# Comes Britanniarum
Il Comes Britanniarum era un ufficio militare della Britannia romana, che comandò i comitatensi a partire dalla metà del IV secolo. Viene elencato nella Notitia Dignitatum come uno dei tre comandi in Britannia, insieme al Dux Britanniarum e al Comes litoris Saxonici per Britannias. Il dux comandava le truppe dei limitanei, non dei comitatensi, che erano invece sotto il comando del comes Britanniarum, a loro volta facenti parte dell'armata imperiale del Numerus intra Britannias. Loro diretti superiori erano sia  il magister peditum praesentalis per le unità di fanteria, sia il magister equitum praesentalis per quelle di cavalleria.

## Storia
Il primo comes della Britannia fu Graziano il Vecchio, padre dell'imperatore Valentiniano I. L'ufficio divenne permanente alla fine del IV secolo o agli inizi del V, con il generale Stilicone, che ritirò le truppe dalla Britannia per difendere l'Italia dai visigoti di Alarico nel 402. C'è però chi pensa che fu istituito da Magno Massimo o da Costantino III. Secondo la Notitia Dignitatum, il comes comandava probabilmente una forza di circa 6.000 uomini, rafforzata poi da truppe di frontiera. Con queste forze doveva difendere la frontiera dalla crescente pressione dei barbari. Alcune truppe al suo comando sembrano essere state trasferite dal Dux Britanniarum o dal Comes litoris Saxonici per Britannias. Comunque l'ufficio non ebbe vita lunga, dato che le ultime truppe romane in Britannia di cui si ha notizia risalgono al 409.
In realtà, secondo alcuni studiosi, è possibile che il generale Flavio Costanzo (che poi sarebbe diventato Imperatore per sette mesi come Costanzo III) abbia ristabilito intorno al 418/420 una sia pure precaria autorità romana sulla Britannia, basandosi sulla Notitia Dignitatum, la quale, intorno al 420, ancora attesta la presenza di un Comes Britanniarum sull'isola; i Romani avrebbero abbandonato la Britannia solo intorno al 440, probabilmente nel 442.

## Elenco unità
Era a capo di 9 unità (o distaccamenti) nella diocesi di Britannia:
- 1 Auxilia palatina: Victores iuniores Britanniciani (sono forse gli stessi Victores iuniores che troviamo in Spagna?);[2][4]
- 2 legioni di comitatensi: Primani iuniores, Secundani iuniores;[2][4]
- 6 vexillationes di comitatensi: Equites catafractarii iuniores, Equites scutarii Aureliaci, Equites Honoriani seniores, Equites stablesiani, Equites Syri, Equites Taifali.[2]

### Fonti primarie
- Notitia Dignitatum, Occ. I, VII, XXVIII, XL.

### Fonti storiografiche moderne
- J. Rodríguez González, Historia de las legiones Romanas, Madrid, 2003.
- A.K. Goldsworthy, Storia completa dellesercito romano, Modena, 2007. ISBN 978-88-7940-306-1
- Y. Le Bohec, Armi e guerrieri di Roma antica. Da Diocleziano alla caduta dell'impero, Roma, 2008. ISBN 978-88-430-4677-5